# Saint-Avit-de-Vialard
Saint-Avit-de-Vialard település Franciaországban, Dordogne megyében. Lakosainak száma 151 fő (2022. január 1.). Saint-Avit-de-Vialard Journiac, Le Bugue, Paunat és Val de Louyre et Caudeau községekkel határos.

## Népesség
A település népessége az elmúlt években az alábbi módon változott:
| Lakosok száma | 107  | 100  | 113  | 132  | 169  | 162  | 160  | 158  | 155  | 151  |
|               | 1968 | 1982 | 1990 | 2006 | 2013 | 2015 | 2017 | 2019 | 2020 | 2022 |